# Миомоптеры
Миомоптеры (лат. Miomoptera) — отряд вымерших крылатых насекомых. Известны с верхнего карбона до средней юры. В настоящее время учёными описано 89 ископаемых видов (Zhang, 2013).
Систематическое положение отряда остаётся неясным, в XX веке его обычно рассматривали как одну из корневых групп насекомых с полным превращением. Другие ученые рассматривают миомоптер вместе с вымершим отрядом Hypoperlida как сестринскую группу по отношению к кладе Acercaria, в состав которой входит ряд насекомых с неполным превращением: полужесткокрылые, трипсы, сеноеды и вымершие Permopsocida.

## Описание
Передние и задние крылья обладают сходной формой и жилкованием. В заднем крыле отсутствует югальная лопасть. Известны, главным образом, по фрагментам крыльев. Представители, у которых сохранились остатки тел, имеют 15—20-члениковые усики и 4-члениковые лапки.

## Систематика
- † Archaemiopteridae Guthorl, 1939
  - Archaemioptera
  - Eodelopterum
  - Saaromioptera
  - Tychtodelopterum
- † Metropatoridae Handlirsch, 1906
  - Metropator
- † Palaeomanteidae (Handlirsch, 1906)
  - Palaeomantis
    - Palaeomantis aestiva Novokshonov, 2000[8]
    - Palaeomantis laeta Novokshonov et Zhuzhgova, 2002[9]

  - Delopterum
    - Delopterum candidum Zhuzhgova, 2002[10]
    - Delopterum rasnitssyni Novokshonov, 2000[8]

  - Epimastax Martynov, 1928
    - Epimastax sojanensis Rasnitsyn, 1977
    - Epimastax hesterae Rasnitsyn et van Dijk, 2011

  - Miomatoneura
  - Miomatoneurella
  - Permodelopterum
  - Perunopterum
- † Palaeomantiscidae Rasnitsyn, 1977
  - Palaeomantina
  - Sellardsiopsis
  - Sellardsiopsis conspicua G. Zal
- † Permosialidae Martynov, 1928
  - Permonka Riek, 1973
    - Permonka triassica A. Rasnitsyn, 1977

  - Permosialis Martynov, 1928
    - Permosialis asiatica  O. Martynova, 1961
    - Permosialis cauleoides  O. Martynova, 1961
    - Permosialis matiluna  O. Martynova, 1961
    - Permosialis mongolica  Storozhenko, 1992
    - Permosialis nana  Storozhenko, 1992
    - Permosialis perfecta  O. Martynova, 1961
    - Permosialis punctimaculosa Novokshonov,2001
    - Permosialis sibirica O. Martynova, 1961
    - Permosialis triassica Novokshonov et Zhuzhgova, 2002[9]
    - Permosialis ualentovae Novokshonov et Zhuzhgova, 2002[9]